# O Independente
O Independente fue un periódico semanario portugués, fundado en 1988. Su primer número fue publicado a 20 de mayo de 1988 y el último el día 1 de septiembre de 2006.
Detido por la SOCI - Sociedade Independente de Comunicação, que fue fundada e presidida por Luís Nobre Guedes, su primer director fue Miguel Esteves Cardoso, coadyuvado por Paulo Portas (que vendría a ser el segundo director) y por Manuel Falcão. Em 1991 la SOCI fue vendida a Miguel Pais do Amaral. 
O Independente tuvo también un papel en la transformación del CDS en el Centro Democrático Social / Partido Popular y fue un semanario de gran importancia en la década de 1990, cuando casi todas las semanas surgía una titular denunciando una figura pública (ministros, gobernantes, políticos, etc.), por casos de corrupción, uso indebido de fondos públicos, etc. Varias personas fueron acusadas justamente, pero otras fueron consideradas inocentes por los tribunales y el periódico fue sujeto de varios procesos por difamación. Fue uno de los principales responsables del declinar del cavaquismo, hecho que más tarde haría extremadamente difíciles las relaciones entre el CDS/PP liderado por Paulo Portas y el Partido Social Demócrata. Después de la salida de Portas, el periódico tuvo como directores, sucesivamente, a Constança Cunha y Sá, Isaías Gomes Teixeira, de nuevo Miguel Esteves Cardoso y por fin, Inês Serra Lopes. En el inicio del siglo XXI comenzó su declinar entre los lectores y la consecuente caída de ventas (9 mil ejemplares los últimos meses, que representaban solo el 1% de lectores totales).
Además de las bajas ventas, el periódico tuvo que pagar varias indemnizaciones a quienes habían sido acusados injustamente por el mismo. En abril de 2001,O Independente fue adquirido, libre de cargas, por Medía Capital, un grupo de inversores encabezado por Inês Serra Lopes. El último titular del periódico decía "Punto final" y en el resto del mismo (núm. 955) solo constan algunas primeras páginas de este semanario.
- Datos: Q1808210